# Le Mambo du décalco
Singles de Richard Gotainer
Le Sampa
(1981) Youpi c'est l'été
(1982)
Le Mambo du décalco est une chanson de Richard Gotainer sortie en single en 1982 comme premier extrait de l'album Chants zazous. Titre « exotico-rigolo aux textes à double sens » selon Le Journal du dimanche, le 45 tours s'est vendu à plus de 150 000 exemplaires.
Le clip est réalisé par Jean-Pierre Berckmans.

## Classements hebdomadaires
| Classement (1983)    | Meilleure place |
| -------------------- | --------------- |
| France (IFOP)        | 17              |
| Pays-Bas (Tipparade) | 9               |